# 1948年至1949年香港甲組足球聯賽
1948–49年香港甲組足球聯賽（英語：Hong Kong First Division Football League），是第 38 屆香港甲組足球聯賽，本屆聯賽共有 13 隊參賽球隊，冠軍是南華A，他們以 24 場 21 勝 2 和 1 合共取得 44 分。南華A 隊第 10 次贏得港甲冠軍。

## 外部連結
- 香港足球總會官網（页面存档备份，存于）
- 香港甲組足球聯賽 歷屆冠軍（页面存档备份，存于）